# Мурашниця жовтогруда
Мурашниця жовтогруда (Grallaria flavotincta) — вид горобцеподібних птахів родини Grallariidae.

## Поширення
Вид поширений уздовж західного схилу Західних Анд в Колумбії та північно-західному Еквадорі (на південь до Пічинчи). Мешкає у гірських лісах і їхніх узліссях між 1300 і 2350  м над рівнем моря.